# Voie navigable de Pielinen
La voie navigable de Pielinen (finnois : Pielisen reitti) est une voie navigable faisant partie de la voie navigable de Kallavesi du Système hydrologique de la Vuoksi en Finlande. 

## Présentation
Son bassin versant est d'environ 13 900 km2 dont environ 6 000 km2 sont en Russie. 
Le Pielinen est le lac central de la voie navigable et il est  entièrement situé sur le territoire de la Carélie du Nord. 
Les plus grands grandes rivières se déversant dans la voie navigable de Pielinen sont la Koitajoki et la Lieksanjoki et son affluent Jongunjoki.
La voie navigable de Pielinen déverse ses eaux dans le lac Pyhäselkä par la rivière Pielisjoki à travers la ville de Joensuu. 
Le débit moyen de la rivière est de 240 m3/s.

## Canaux
La voie navigable profonde (4,35 m) va du Saimaa à Joensuu, d'où la voie navigable de 2,4 m continue par la rivière Pielisjoki à travers les canaux à écluse de Joensuu, Kuurna et Kaltimo jusqu'à Nurmes dans la partie nord du Pielinen .

## Centrales électriques
| Centrale        | MW   | GWh/a | m    | m3/s | Rivière            | Lieu        | Propriétaire           | Réf.  |
| --------------- | ---- | ----- | ---- | ---- | ------------------ | ----------- | ---------------------- | ----- |
| Kuurna          | 18   | 115   | 6,9  | 316  | Pielisjoki         | Kontiolahti | Pohjois-Karjalan Sähkö | [ 1 ] |
| Kuokkastenkoski | 1,95 | 5,5   | 10   | 21   | Valtimonjoki       | Nurmes      | Pohjois-Karjalan Sähkö | [ 1 ] |
| Lieksankoski    | 16   | 79    | 10,8 |      | Lieksanjoki        | Lieksa      | Kemijoki oy            | [ 2 ] |
| Pamilo          | 84   | 256   | 84   | 70   | Koitajoki          | Joensuu     | Vattenfall             | [ 3 ] |
| Pankakoski      | 7,8  | 66    |      |      | Lieksanjoki        | Lieksa      | Kemijoki oy            | [ 4 ] |
| Puntarikoski    | 7    | 13    | 11,7 | 60   | Canal d'Höytiäinen | Kontiolahti | Pohjois-Karjalan Sähkö | [ 1 ] |